# Todor Boermov
Todor Stojanov  Boermov (Bulgaars: Тодор Стоянов Бурмо̀в) (Gabrovo, 2 januari 1834 – Sofia, 25 oktober 1906) was een Bulgaarse politicus en de eerste minister-president van Bulgarije.
Namens de Conservatieve Partij maakte hij tussen 1879 en 1902 uit van de I Grote Nationale Vergadering en I en II Gewone Nationale Vergadering Lid van de Codificatie Comité (1884 – 1885) en een actieve deelnemer aan de politieke strijd (1885 – 1906).

## Leven

### Jeugd en studie
Todor  Boermov werd geboren in het Bulgaarse dorp Nova Machala, in het gezin van Stojan Lazarov en Neda Lazarova.
Boermov studeerde aanvankelijk thuis en toonde al in vroege kindertijd zeer goede vaardigheden. Dit gaf hem de kans om zich verder te ontwikkelen in Rusland. In 1857 studeerde  Boermov af aan de Theologische Academie in Kiev en keerde terug in Gabrovo, waar hij als leraar begon te werken. Als docent pleitte  Boermov vaak voor een radicale hervorming in het onderwijssysteem om nieuwe onderwerpen en onderwijsmethoden te introduceren. Dankzij hem werd de school in Gabrovo een van de modernste scholen destijds.
Naast zijn docent carrière was  Boermov ook publicist in kranten en tijdschriften in de periode 1860–1862. In 1860 werd  Boermov redacteur van het tijdschrift „Balgarski knizjki“, waarin hij de onafhankelijkheid van de kerk bevroeg. In dat jaar drukte  Boermov een speciale brochure af, genaamd „De Bulgaren en de Griekse hogere geestelijkheid“ (Българите и гръцкото висше духовенство), waarin hij de noodzaak van een onafhankelijke Bulgaarse kerk beargumenteerde.

### Schrijver
Tussen 1863 en 1865 nam  Boermov de krant „Savetnik“ over, het eerste Bulgaarse orgaan dat de belangen van een matige tocht in de strijd voor een onafhankelijkheid van de kerk drukte. Aanhangers van deze beweging waren ook Najden Gerov en de hoofden van het Odessa-Bulgaarse bestuur en de regiment der deugden. Zij bepleitten de these dat de Bulgaarse kwestie moest worden opgelost door middel van onderhandelingen en concessies, zonder dat dit tot een breuk in de relatie met het Patriarchaat zou leiden. In 1865 werd de krant gestopt, maar  Boermov bleef zijn positie in de krant „Vremja“ (1865 – 1867) doen gelden. Hoewel  Boermov geen revolutionair was, steunde hij wel het idee van een bevrijding door ingrijpende maatregelen, waarbij hij de nadruk niet op zelfbevrijding, maar op de hulp van Rusland legde.
In 1867 trad  Boermov toe tot de Russische ambassade in Constantinopel als vertaler en adviseur van Bulgaarse kwesties, en tegelijkertijd als correspondent van de kranten „Moskou“ en „Europa“, waarin hij vele materialen publiceerde, ontsluierde de positie van het Bulgaarse volk en zijn aspiraties. In 1875 werd hij benoemd tot directeur van het ziekenhuis Nikolajevsk bij de Russische ambassade in Constantinopel.

### Politicus (1878 – 1886)
Tijdens de Russisch-Turkse Oorlog (1877 – 1878) was  Boermov penningmeester van het Bureau voor civiele zaken op het hoofdkwartier van het Russische leger. In 1878 werd hij benoemd tot vice-gouverneur van de stad Plovdiv en tot gouverneur van Sofia (1879). Dit voorbestemde zijn politieke carrière.
In 1879 verkoos Battenberg hem voor de eerste premier van het land en tezelfdertijd voor minister van Binnenlandse Zaken en wnd. minister van Volksvoorlichting. Voorts was  Boermov een van de leiders van de Conservatieve Partij, waaronder twee keer als minister van Financiën optrad. In 1884 nam  Boermov afscheid van de conservatieven en trad toe tot de liberalen van Dragan Tsankov. Onder de liberalen werd  Boermov verkozen tot lid van het XII Gewone Nationale Vergadering (1902), lid van het Hooggerechtshof van Cassatie (1881) en tot lid van de Raad van State (1881 – 1883). In 1883 was  Boermov onder generaal Leonid Sobolev, en voor een paar dagen tijdens de pro-Russische Putsch (1886), minister van Financiën.
In 1886 verliet  Boermov de politiek.. Hij overleed op 72-jarige leeftijd tijdens een treinreis van Sofia naar Constantinopel.

## Persoonlijk leven
Naast zijn enorme bijdrage aan de wedergeboorte van de Bulgaarse natie en de ontwikkeling van de volksjournalistiek, laat  Boermov een erfgoed en waardige volgelingen van zijn soort. Hij trouwde in 1861 voor Marionka (Maria) Ivanova Parvova-Zolotovitsj (1835–1916) en had vier dochters.
- Nadezjda (1862 – ?)
- Anna-Ljoebitsa (1867 – 1897)
- Rada (1868 – 1952), getrouwd met Stoyan Danev, hoogleraar Internationaal Recht.
- Raina (22 juni 1871 – overleed op eenjarige leeftijd na een lange familiereis van Constantinopel naar Gabrovo).